# ATI Mach
Mach是由ATI研發的顯示晶片系列。

## Mach 8
Mach 8晶片是ATI的第二代产品，於1991年5月推出。它是ATI第一款为微软視窗作業系統图形界面优化的产品。Mach 8其實不是独立的顯示核心，只是一颗协处理晶片，所以在VGA Wonder GT、Graphics Vantage和Graphics Ultra等顯示卡仍會使用ATI 28800-6作為顯示核心，而ATI 28800-6是上一代晶片。這些顯示卡擁有Mach 8协处理晶片後，绘图效能大大增加。而CPU再不用處理画面资料，大大減低了CPU的负担。

## Mach 32
Mach 32晶片是ATI的第三代产品，於1992年4月推出。與Mach 8一樣，Mach 32只是一颗协处理晶片，而且良好支援32位元色彩品質。由於ATI有份参与並制定VESA总线标准，順理成章，Mach 32亦支援VESA总线标准。Mach 32支援多种接口规格，例如VLB（VESA Local Bus）、ISA和PCI。由於当时的制作工艺还不够成熟，RAMDAC是以独立晶片的形態存在，不能融合在顯示核心中。

## Mach 64
Mach 64晶片是ATI的第四代产品，於1994年8月推出。它的特色是硬件支援视频加速、YUV／RGB颜色转换和硬件缩放。有了Mach 64顯示卡取代了昂贵的专用视频解码器，使个人电脑能播放AVI和MPEG-1影片。

## Mach64-VT
Mach64-VT於1996年推出，功能與Mach 64相似，但硬件支援逐行扫描，減低CPU的负担。它还支持800×600解析度的VGA／TV编码。